# Austronesiani

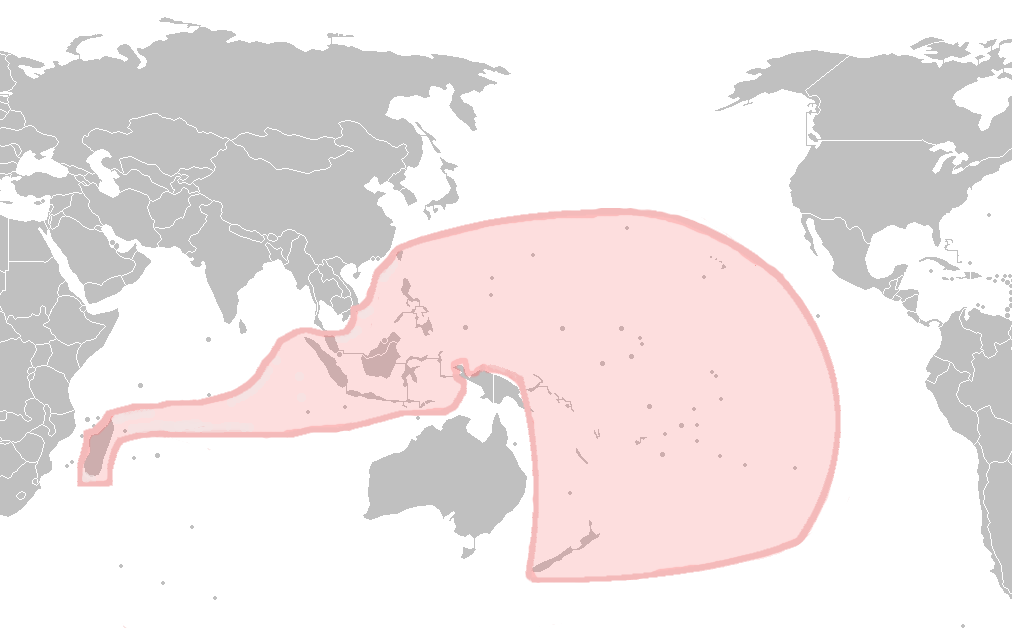
Distribuzione moderna delle lingue austronesiane.

Con il termine austronesiani si designa un gruppo di popolazioni presenti in Oceania, in Asia sud-orientale e in Madagascar che parlano lingue della famiglia austronesiana e condividono una comune discendenza da antichi popoli aborigeni non-cinesi. I popoli austronesiani comprendono: gli aborigeni taiwanesi; la maggioranza dei gruppi etnici dell'arcipelago malese (dell'Indonesia centrale e occidentale, della Malaysia, del Brunei, delle Filippine, di Timor Est), del Madagascar, dell'Oceania vicina (eccezion fatta dell'Australia e di gran parte della Nuova Guinea) e di quella lontana. Si trovano anche a Singapore, nella regione di Pattani in Thailandia e nelle aree di etnia cham del Vietnam, nella Cambogia e ad Hainan (Cina). I territori occupati dagli austronesiani sono noti collettivamente come Austronesia, una parola coniata da Wilhelm Schmidt che significa, letteralmente, "isole meridionali".

## Preistoria e storia

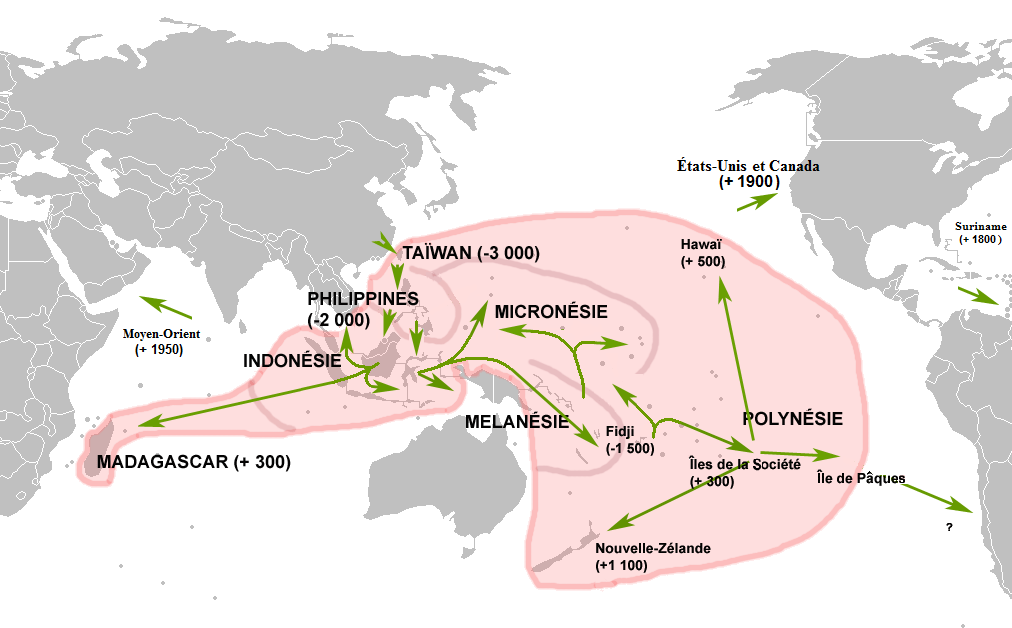
Mappa delle migrazioni dei popoli austronesiani (in francese)

Le prove archeologiche dimostrano una connessione tecnologica tra culture agricole del sud (Asia sud-orientale e Oceania vicina) e siti scoperti per la prima volta nella Cina continentale, mentre una combinazione di prove archeologiche e linguistiche ha fornito supporto all'ipotesi di un'origine settentrionale (Cina meridionale e Taiwan) per la famiglia linguistica austronesiana. In un recente trattato, tutte le lingue austronesiane sono state classificate in 10 sottofamiglie, in cui tutte le lingue extra-formosane sono raggruppate in un'unica sottofamiglia e le rappresentanti delle rimanenti 9, le lingue formosane, sono conosciute solo a Taiwan. Si è affermato che questi schemi sono spiegati meglio dalla dispersione di un popolo agricolo proveniente da Taiwan nell'Asia sud-orientale insulare, nell'Oceania vicina, e, da ultimo, nel lontano Pacifico. Sebbene questo modello — denominato il "treno espresso per la Polinesia" — sia largamente coerente con i dati disponibili, sono state sollevate alcune questioni. Alternative a questo modello propongono un'origine indigena per le lingue austronesiane nell'arcipelago malese e dintorni.

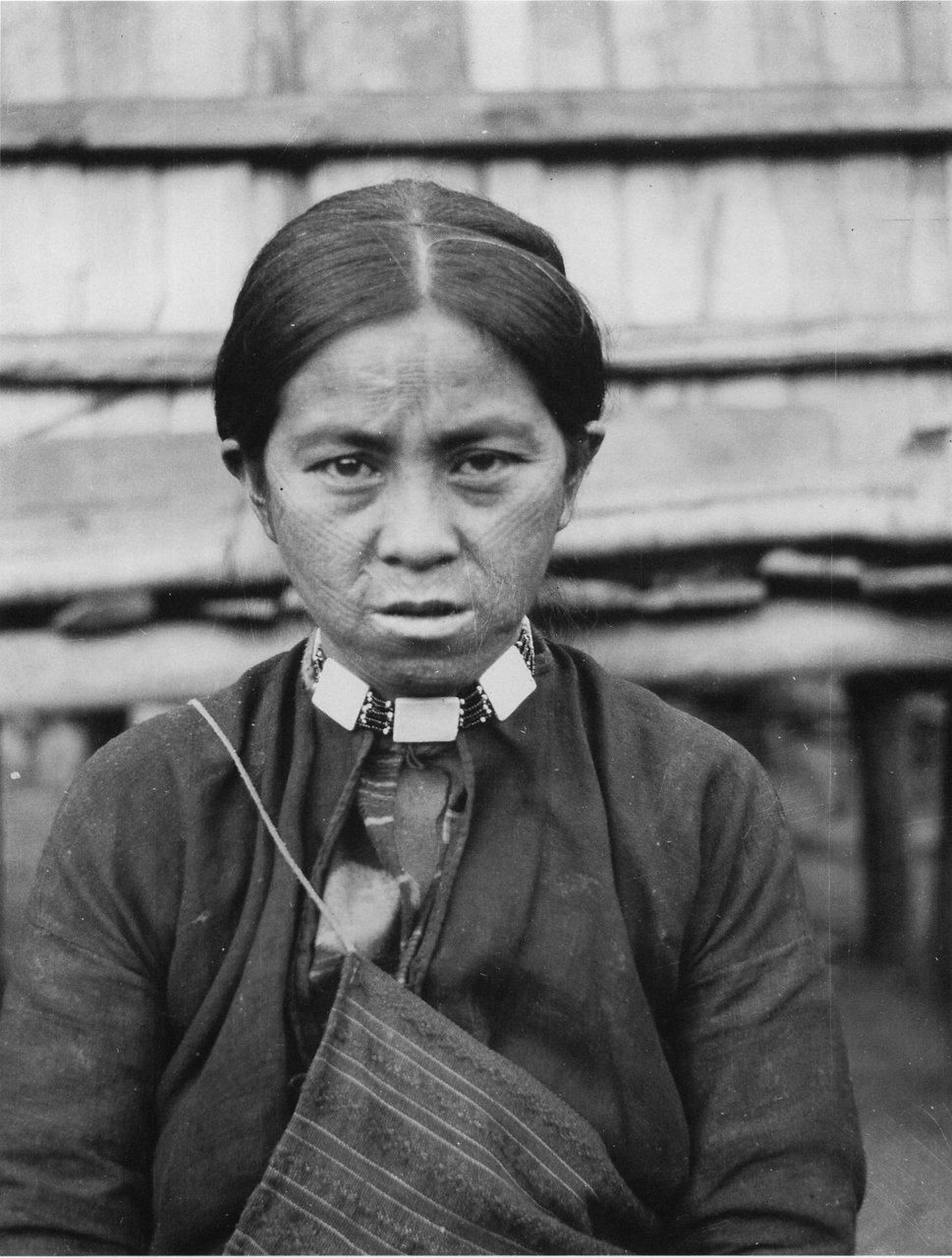
Una donna della tribù Atayal proveniente da Formosa meridionale, con un tatuaggio sul viso come simbolo di maturità, che era una tradizione sia per gli uomini che per le donne.

Alcuni studiosi occidentali credono che i popoli austronesiani si siano originati sull'isola di Formosa in seguito alla migrazione di popoli di lingua pre-austronesiana provenienti dall'Asia approssimativamente nel 10.000-6000 a.C. Secondo alcuni linguisti, a causa di una prolungata separazione dalle popolazioni austro-tai, la lingua proto-austronesiana, le culture e i gruppi etnici dei popoli austronesiani cominciarono ad apparire a Taiwan approssimativamente 6.000 anni fa.
Gli stessi popoli austronesiani hanno una varietà di differenti tradizioni e storie delle loro origini. Alcuni studiosi indonesiani ritengono che i popoli austronesiani si siano originati nell'Asia sud-orientale marittima (le Filippine). Tuttavia, secondo la maggior parte degli studiosi occidentali, l'origine degli austronesiani è da rintracciare sull'isola di Taiwan, da dove si diffusero lontano fino al Madagascar nell'oceano Indiano, all'isola di Pasqua, alle isole dell'Asia sud-orientale, alla Nuova Zelanda e al resto delle isole del Pacifico.
Secondo il convenzionale "modello fuori da Taiwan", un'espansione austronesiana su larga scala cominciò intorno al 5000-2500 a.C. La crescita demografica alimentò principalmente questa migrazione. Questi primi coloni potrebbero essere sbarcati nella parte settentrionale dell'isola di Luzon, nell'arcipelago delle Filippine, mescolandosi con l'anteriore popolazione austro-melanesiana che aveva abitato le isole circa 23.000 anni prima. Nel corso del successivo millennio, i popoli austronesiani migrardono a sud-est nel resto delle Filippine e nelle isole del mar di Celebes, del Borneo e dell'Indonesia. Gli austronesiani dell'Asia sud-orientale marittima navigarono verso est e si diffusero nelle isole della Melanesia e della Micronesia tra il 1200 a.C. e il 500 d.C. rispettivamente. Gli abitanti austronesiani che si diffusero verso ovest attraverso l'Asia sud-orientale marittima raggiunsero alcune parti dell'Asia sud-orientale continentale, e più tardi il Madagascar.
Salpando dalla Melanesia e dalla Micronesia, gli austronesiani scoprirono la Polinesia entro il 1000 a.C. Questo popolo colonizzò gran parte delle isole del Pacifico. Si stabilirono nell'Isola di Pasqua entro il 300 d.C., nelle Hawaii entro il 400 d.C. ed in Nuova Zelanda entro l'800 d.C. Nell'Oceano Indiano navigarono a ovest dall'Asia sud-orientale marittima, raggiungendo il Madagascar tra lo 0 e il 500 d.C.
Questo "modello fuori da Taiwan" è stato recentemente messo in dubbio da uno studio realizzato dall'Università di Leeds e pubblicato sulla rivista Molecular Biology and Evolution, che mostrava come le discendenze del DNA mitocondriale si evolvono all'interno dell'Asia sud-orientale insulare sin da quando arrivarono gli esseri umani moderni, approssimativamente 50.000 anni fa. Le dispersioni delle popolazioni si verificarono nello stesso tempo in cui i livelli del mare si innalzarono, il che ebbe come risultato le migrazioni dalle isole Filippine a nord fino a Taiwan entro gli ultimi 10.000 anni.
Entro l'inizio del primo millennio d.C., la maggior parte degli abitanti austronesiani dell'Asia sud-orientale marittima iniziarono a commerciare con l'India e la Cina, il che permise la creazione di regni indianizzati come Srivijaya, Melayu, Majapahit, e l'affermazione dell'Induismo e del Buddhismo. Si pensa che i mercanti musulmani della Penisola arabica abbiano portato l'Islam verso il X secolo. Questo si affermò come religione dominante nell'arcipelago indonesiano entro il XVI secolo. Gli abitanti austronesiani della Polinesia non furono interessati da questi scambi culturali e conservarono la loro cultura indigena nella regione pacifica.
Gli europei in cerca di spezie colonizzarono in seguito la maggior parte dei paesi di lingua austronesiana della regione Asia-Pacifico, cominciando dal XVI secolo con la colonizzazione portoghese e spagnola di alcune parti dell'Indonesia (odierna Timor Est), delle Filippine, di Palau, di Guam e delle isole Marianne; seguirono la colonizzazione olandese dell'Arcipelago indonesiano, la colonizzazione britannica della Malaysia e dell'Oceania, la colonizzazione francese della Polinesia francese e, in seguito, il governo americano del Pacifico.
Nel frattempo, i britannici, i tedeschi, i francesi, gli americani e i giapponesi cominciarono a stabilire sfere di influenza all'interno delle isole del Pacifico durante il XIX e gli inizi del XX secolo. I giapponesi in seguito invasero la maggior parte dell'Asia sud-orientale e alcune parti del Pacifico durante la seconda guerra mondiale. La seconda metà del XX secolo vide l'indipendenza della moderna Malesia, delle Filippine, dell'Indonesia e di molte delle nazioni delle isole del Pacifico.

## Studi genetici
Studi genetici sono stati condotti sugli austronesiani e sugli animali a loro legati. Il marcatore genetico aplogruppo O1 (Y-DNA)a-M119 si rileva frequentemente negli austronesiani, come pure in alcune minoranze etniche in Cina (cinesi meridionali non han), ed è quello più comunemente associato ad essi. Altri marcatori genetici trovati nelle popolazioni native austronesiane sono l'aplogruppo C (Y-DNA) (dovuto all'unione con i nativi australoidi del sud-est asiatico) e l'aplogruppo O3 (Y-DNA) (tipico dei popoli parlanti lingue austroasiatiche).

## Distribuzione geografica

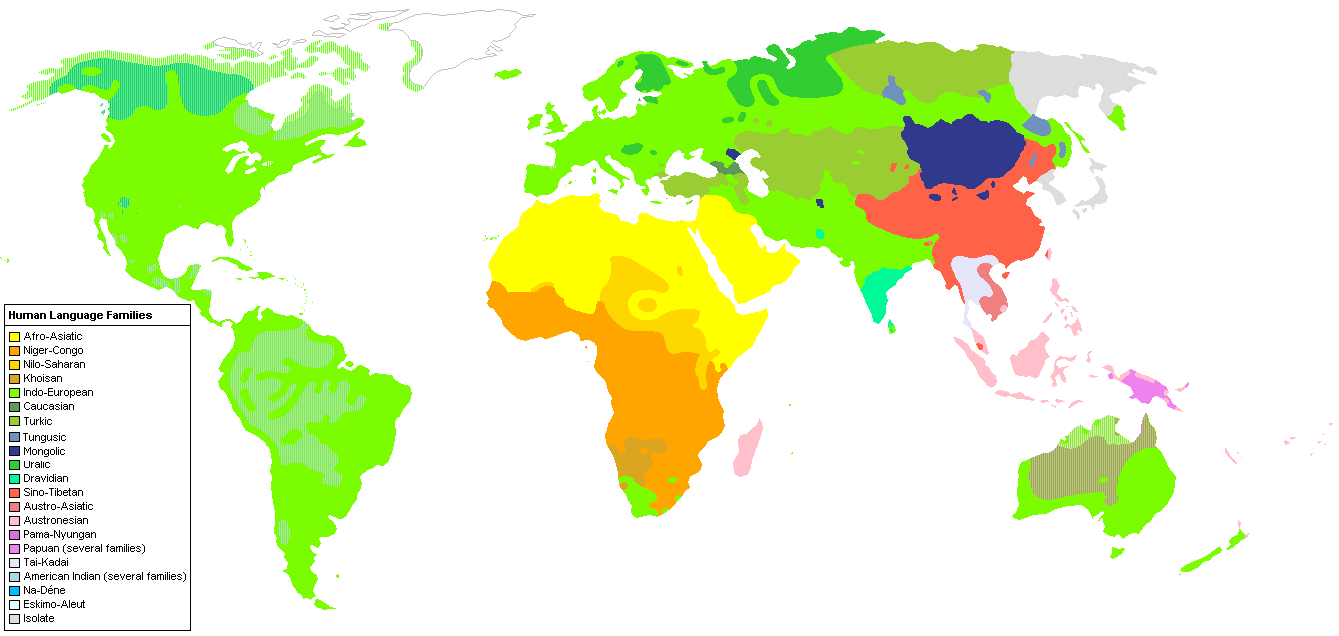
Cartina mostrante la distribuzione della famiglia linguistica austronesiana (rosa chiaro). Corrisponde grosso modo alla distribuzione degli austronesiani.

I popoli austronesiani sono suddivisi nei seguenti raggruppamenti in base al nome e alla localizzazione geografica.
- Formosani: Taiwan. Ad esempio: Amis, atayal, bunun, paiwan.
- Maleo-Polinesiani:
  - Gruppi del Borneo, kadazan, iban, murut,
  - Luzon centrale e meridionale: es. Tagalog, Bikol
  - Gruppo chamico: Cambogia, Hainan, Vietnam, Indonesia. Es. cham, jarai, acehnesi.
  - Palau, palauani.
  - Igorot: Cordillera. Ad esempio: balangao, ibaloi, isneg, kankanaey.
  - Lumad: Mindanao. Ad esempio: kamayo, manobo, tasaday, t'boli.
  - Malgasci: Madagascar. Ad esempio: betsileo, merina, sakalava, tsimihety.
  - Oceaniani: ad esempio figiani, kanak, ni-vanuatu, isole Salomone. caroliniani; polinesiani: samoani, maori, nativi hawaiani.
  - Moken: Myanmar, Thailandia.
  - Moro: Bangsamoro (Mindanao, isole Sulu). Ad esempio: maguindanao, maranao, tausug.
  - Luzon settentrionale: Ad esempio: ilocano, kapampangan, panggasinan
  - Gruppi linguistici ed etnici della Sonda e di Sulawesi, comprendenti malesi, sundanese, giavanese, balinese, chamorro di Guam[19]. (Geograficamente comprende Malaysia, Brunei, Pattani, Singapore e gran parte dell'Indonesia centrale e meridionale).
  - Bisaya: Bisaya. Ad esempio: aklanon, cebuano, hiligaynon, waray.

Secondo recenti studi della Stanford University negli Stati Uniti, vi è un'ampia varietà di ascendenze paterne tra la gente austronesiana (a parte l'introgressione europea trovata nell'Asia sud-orientale marittima, in Oceania e Madagascar). Gli austronesiani costituiscono il gruppo etnico dominante in Asia sud-orientale marittima, in Melanesia, in Micronesia, in Polinesia e in Madagascar. Una cifra stimata di circa 380.000.000 di persone viventi in queste regioni sono di discendenza austronesiana.
Esse costituiscono i gruppi etnici dominanti in Malaysia, Indonesia, Brunei, nelle Filippine, nella parte più settentrionale della Thailandia e di Timor Est, che insieme a Singapore formano quello che è chiamato l'arcipelago malese. Fuori da quest'area, gli austronesiani abitano Palau, Guam e le Marianne Settentrionali, la maggior parte del Madagascar, le aree cham del Vietnam e della Cambogia (i resti dell'impero di Champa che copriva il Vietnam centrale e meridionale), e tutti i paesi nella sfera d'influenza micronesiana e polinesiana.

## Cultura

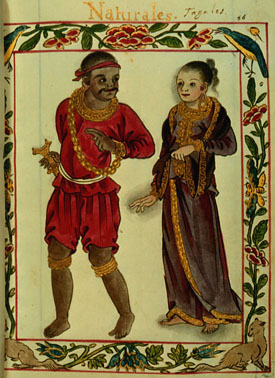
Una coppia tagalog della casta Maginoo dipinta nel Codice Boxer del XVI secolo

La cultura nativa dell'Austronesia è diversificata, variando da regione a regione.
I primi popoli austronesiani consideravano il mare come il principio basilare della loro vita. In seguito alla loro diaspora nel Sud-est asiatico e in Oceania, essi usarono barche per migrare in altre isole. Imbarcazioni di diverse dimensioni e fogge sono state trovate in ogni cultura austronesiana, dal Madagascar, dall'Asia sud-orientale marittima, alla Polinesia, con nomi diversi.
Nell'Asia sud-orientale, la caccia alle teste era limitata in particolare agli altipiani, durante i periodi di guerra. La mummificazione si trova solo tra i filippini austronesiani degli altipiani, e in alcuni gruppi indonesiani a Celebes e Sumatra.

### Lingua

#### Scrittura

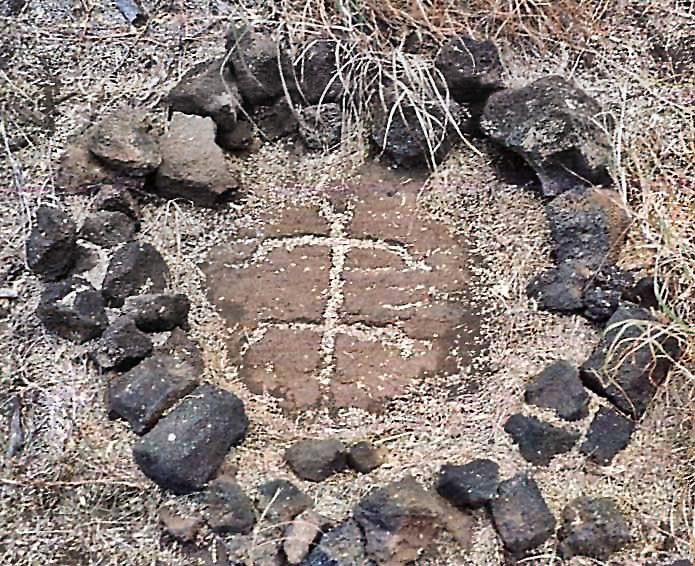
Petroglifo sulla costa occidentale delle Hawaii.

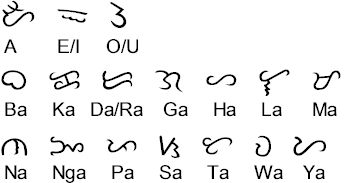
Un abudiga austronesiano noto come Baybayin.

Le scritture tra gli austronesiani pre-moderni erano limitate agli stati indianizzati, e ai sultanati in Malesia, Indonesia e nelle Filippine. Tuttavia, petroglifi preistorici come quelli dei rongorongo e degli angono potrebbero suggerire altrimenti.
I sistemi di scrittura includono gli abugida della famiglia brahmi, come il baybayin, la scrittura giavanese e la scrittura kawi. Altri sistemi di scrittura comprendono il jawi, un abjad derivato dall'alfabeto arabo, nonché gli alfabeti moderni derivati dall'alfabeto latino come l'alfabeto hawaiiano, l'alfabeto tagalog, l'alfabeto māori, l'alfabeto malese e altre forme di scrittura austronesiane.

### Religione
Le religioni indigene erano inizialmente predominanti. Le mitologie variano per cultura e collocazione geografica, ma sono generalmente legate dalla credenza in un essere divino onnipotente. Sono poi praticate altre credenze come il culto degli antenati, l'animismo e lo sciamanesimo. Attualmente, molte di queste credenze sono state gradualmente sostituite. Esempi di religioni native includono quelle degli anito, dei gabâ, dei kejawèn e dei maori. I moai dei Rapa Nui sono costruiti per rappresentare antenati defunti.
I contatti del Sud-est asiatico con l'India e la Cina consentirono l'introduzione dell'induismo e del buddhismo. In seguito, i mercanti musulmani introdussero la fede islamica tra i periodi del X e XIII secolo. L'età delle scoperte europea portò il cristianesimo in varie parti della regione, che comprendono sia l'Aotearoa (poi ribattezzata Nuova Zelanda degli olandesi) sia l'Australia. Attualmente, le religioni dominanti sono l'islam diffuso in Indonesia, in Malesia, in Thailandia meridionale, nelle Filippine meridionali e in Brunei; l'induismo a Bali e nelle Figi; e il cristianesimo nelle Filippine, a Timor Est, in Papua Nuova Guinea, nella maggior parte delle isole del Pacifico e in Madagascar.

### Arti

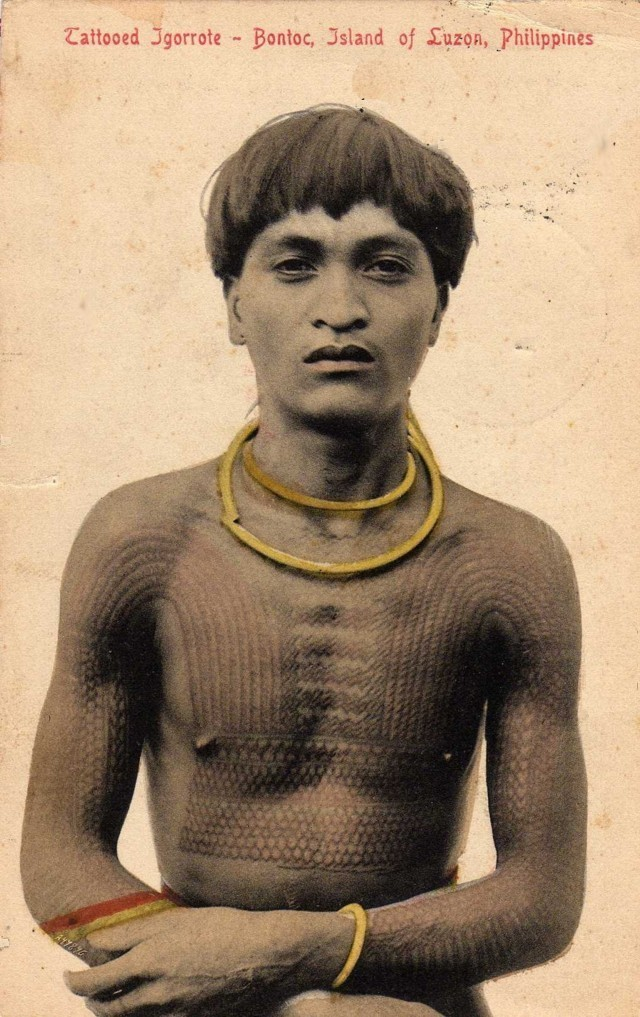
Un giovane bontok delle Filippine con tatuaggi sul petto e sulle braccia (circa 1908).

L'arte del corpo è comune tra molti popoli austronesiani, specialmente il tatuaggio. È particolarmente importante nelle culture polinesiane, da dove deriva la stessa parola "tatuaggio". Un esempio simile è il Te moko della Nuova Zelanda (māori), ma il tatuaggio è preminente anche tra i gruppi austronesiani delle Filippine, dell'Indonesia e del Borneo. Sono inoltre comuni vasi decorati e altre forme di terracotta.
I popoli austronesiani che vivono vicini all'Asia continentale sono influenzati dalle forme artistiche native cinesi, indiane e islamiche.

### Musica

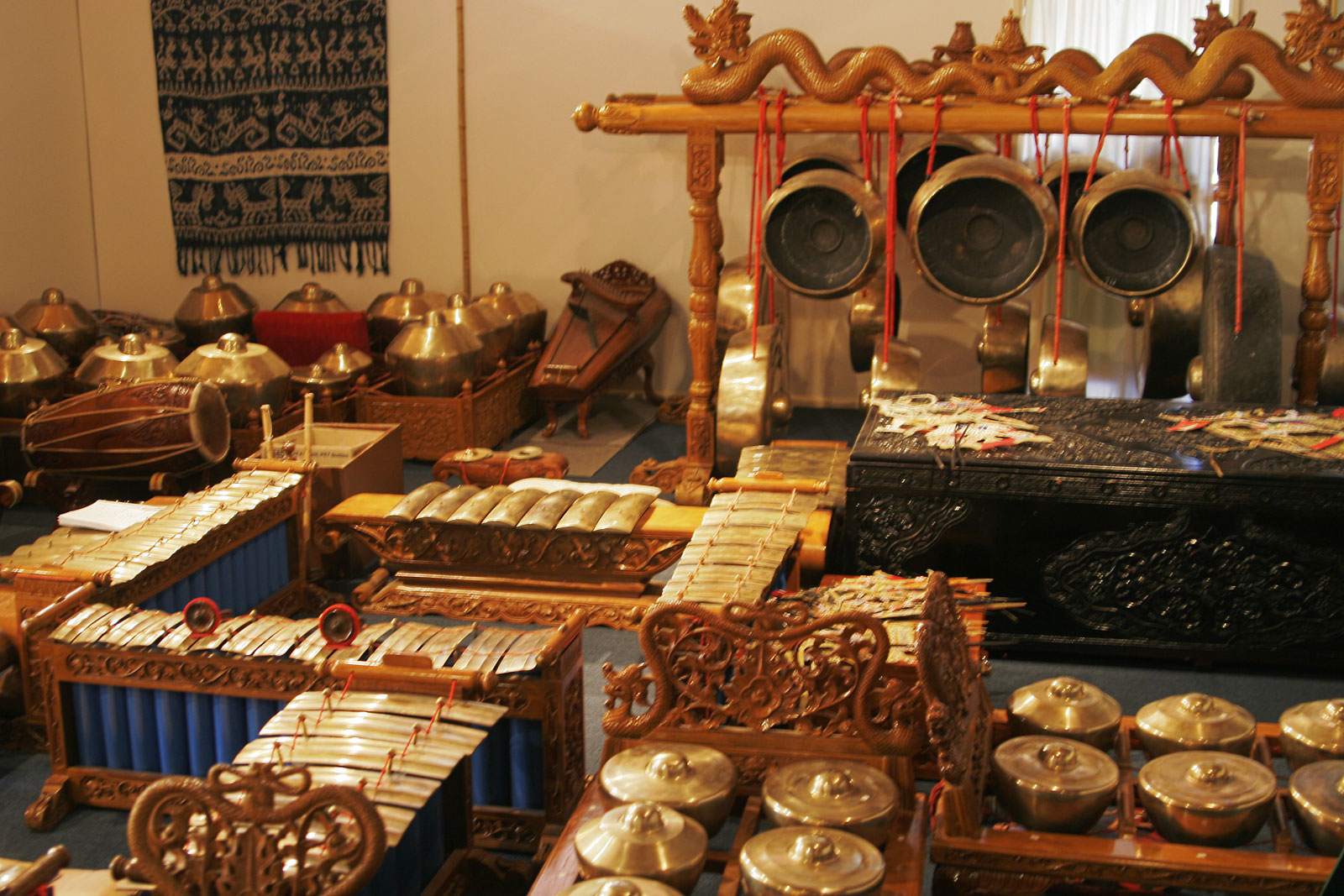
Strumenti tradizionali del gamelan - Ambasciata indonesiana a Canberra.

La musica austronesiana nell'Asia sud-orientale marittima era il risultato di una mescolanza di stili e suoni musicali cinesi, indiani e islamici che erano fusi insieme alla cultura e alla musica indigena austronesiana. In Indonesia, il gamelan, un tipo di orchestra che incorpora elementi xilofoni e metallofoni, è ampiamente utilizzata nella tradizione culturale islamica. In alcune parti delle Filippine meridionali e settentrionali, si usano anche un tamburo gong noto come kulintang e un campanello gong noto come gangsa. Le musiche austronesiane dell'Oceania hanno mantenuto i loro suoni indigeni. Gli slit drums sono strumenti musicali austronesiani indigeni che furono inventati e utilizzati da gruppi etnici sud-est asiatico-austronesiani e oceanico-austronesiani.